# 18. podmorniška flotilja (Wehrmacht)
Za druge 18. flotilje glejte 18. flotilja.
18. podmorniška flotilja je bila šolska podmorniška flotilja v sestavi Kriegsmarine med drugo svetovno vojno.

## Baze
- januar - marec 1945:  Hel

## Podmornice
Razredi podmornic
- VIIC, UA, UD-4

Seznam podmornic
- U-1008, U-1161, U-1162, UD-4

## Poveljstvo
Poveljnik
- Kapitan korvete Rudolf Franzius (januar - marec 1945)